# Kassama (Niger)
Kassama (auch: Kasama, Kassamma) ist ein Dorf in der Landgemeinde Albarkaram in Niger.

## Geographie
Das Dorf befindet sich rund fünf Kilometer östlich des Hauptorts Albarkaram der gleichnamigen Landgemeinde, die zum Departement Damagaram Takaya in der Region Zinder gehört. Zu weiteren Siedlungen in der Umgebung von Kassama zählen Doufoufouk Haoussa im Nordosten, Baouraye Boukari im Südosten und Kirchia im Südwesten.
Kassama besteht aus zwei Ortsteilen, die jeweils von eigenen traditionellen Ortsvorstehern (chefs traditionnels) geleitet werden: Kassama Nord im Norden und Kassama Sud im Süden.
Kassama liegt am Rand des Trockentals Zermou. Vor allem südlich und westlich des Dorfs erheben sich mehrere Quarzit-Hügel. Die hügelige Landschaft ist Teil der Übergangszone zwischen dem Damagaram-Sockel und dem Mounio-Koutous-Sockel. Es herrscht das Klima der Sahelzone vor, mit einer durchschnittlichen jährlichen Niederschlagsmenge zwischen 300 und 400 mm.

## Geschichte
Ende des 19. Jahrhunderts boten die Märkte von Kassama und weiteren Dörfern in der Region dem in der Stadt Zinder ansässigen bedeutenden Händler Malan Yaroh jene Handwerksprodukte, Pelze, Tierhäute und Henna, die er für den Transsaharahandel benötigte.
Bei einer Untersuchung im Jahr 1990 wurde beim Befall mit der Saugwürmer-Art Schistosoma haematobium unter den 10- bis 13-Jährigen im Ort eine Prävalenz von 36 Prozent festgestellt.

## Bevölkerung

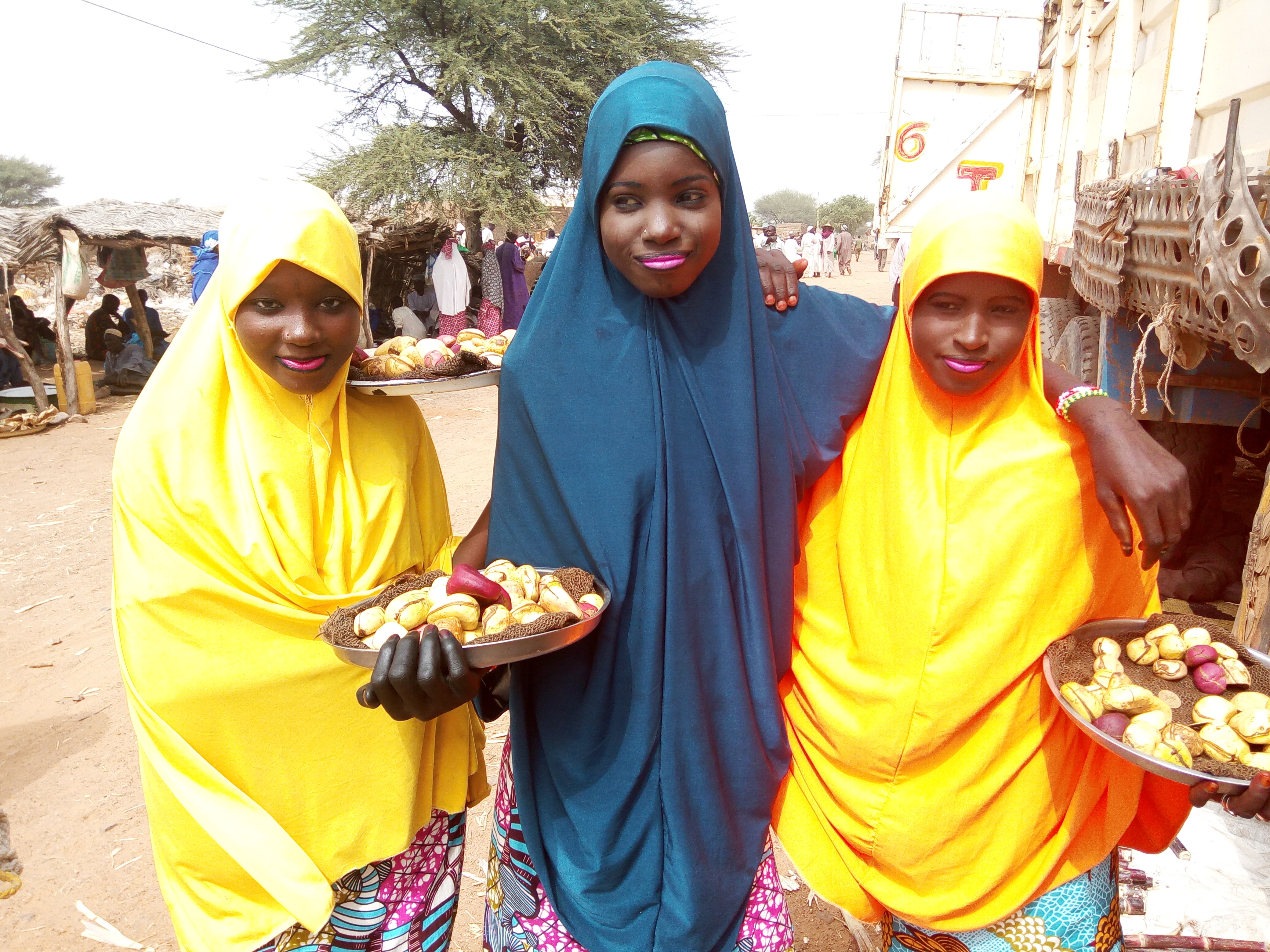
Kola-Verkäuferinnen in Kassama (2016)

Bei der Volkszählung 2012 hatte Kassama 3113 Einwohner, die in 441 Haushalten lebten. Bei der Volkszählung 2001 betrug die Einwohnerzahl 2154 in 340 Haushalten und bei der Volkszählung 1988 belief sich die Einwohnerzahl auf 1640 in 241 Haushalten.
Die Bevölkerungsdichte in diesem Gebiet ist mit über 100 Einwohnern je Quadratkilometer hoch.

## Wirtschaft und Infrastruktur
In Kassama wird Hirse angebaut. Das Gebiet der Ebenen im Süden der Region Zinder, in dem die Siedlung liegt, ist von einer anhaltenden Degradation der ackerbaulichen Flächen gekennzeichnet, die mit der hohen Bevölkerungsdichte in Zusammenhang steht. Die südlich des Dorfs gelegene Kassama-Talsperre dient der Bewässerung, der Wasserversorgung und der Viehwirtschaft. Eine neue Anlegestelle für die Fischerei wurde 2016/2017 errichtet. Im Ort wird ein Wochenmarkt abgehalten. Der Markttag ist Montag. Das staatliche Versorgungszentrum für landwirtschaftliche Betriebsmittel und Materialien (CAIMA) unterhält eine Verkaufsstelle im Ort.
Mit einem Centre de Santé Intégré (CSI) ist ein Gesundheitszentrum vorhanden. Es verfügt über ein eigenes Labor und eine Entbindungsstation und besteht seit dem Jahr 1970. Der CEG Kassama ist eine allgemein bildende Schule der Sekundarstufe des Typs Collège d’Enseignement Général (CEG). Beim Centre de Formation aux Métiers de Kassama (CFM Kassama) handelt es sich um ein Berufsausbildungszentrum.
Durch Kassama verläuft die 187,5 Kilometer lange Nationalstraße 34 zwischen der Nationalstraße 11 und Gouré. Es handelt sich um eine einfache Erdstraße. Beim Ort zweigt die 17,08 Kilometer lange Route 752 nach Zermou ab, eine wenig ausgebaute Landstraße.